# Собор Святого Максима (Пенне)
Собор Святого Максима (итал. Concattedrale di San Massimo) — сокафедральный собор архиепархии Пескара-Пенне Римско-католической церкви в городе Пенне, в провинции Пескара, в регионе Абруццо, в Италии.

## История
Неизвестно точное время строительства древней церкви на месте, где ныне стоит собор Святого Максима в Пенне. Документальные источники и археологические артефакты, найденные во время реконструкции и раскопок, шедших последние десятилетия, засвидетельствовали существование нескольких церквей до 1000 года, основанных на месте древнеримского языческого храма.
Первое документальное свидетельство о церкви относится к 868 году, когда в неё были перенесены мощи Святого Максима из Авейи, и с этого же времени храм был переосвящен в честь этого святого.
Церковь перестраивалась несколько раз: в XII веке в романском и в XIII веке в готическом стилях, в XVII веке в стиле барокко. Получив повреждения во время Второй мировой войны, собор претерпел реконструкцию фасада, трансепта и апсиды, почти полностью потеряв следы средневековых построек, за исключением крипты.

## Описание
Кирпичный фасад был восстановлен после войны, сохранив оригинальные элементы — портал и розу XIII века. Низкая и массивная колокольня датируется XIV веком. Другой портал 1574 года в стиле эпохи Ренессанса выходят на правую сторону.
Интерьер собора имеет три нефа, разделенных пилястрами на полуколоннах, подпирающими ферму. Пресвитерий возведен над криптой. Крипта состоит из пяти небольших нефов, образованных двумя пилястрами и двумя колоннами, и завершается тремя апсидами. Судя по стилю, в котором построены пилястры, колонны и капители, а также по использовавшемуся при строительстве материалу, крипта была возведена в X–XI веке.
В крипте и церкви находятся следующие интересные произведения:
- Деревянное Распятие XIV века;
- Алтарь 1180—1190 годов;
- Фрагменты ограды пресвитерия XI века, украшенные фигурками животных;
- Серебряный бюст Святого Максима из Авейи 1762 года.

Ряд артефактов местной истории и археологии хранится в епископском палаццо рядом с собором, где находится Епархиальный музей.